# Episodi di Uno di noi sta mentendo (prima stagione)
La prima stagione della serie televisiva Uno di noi sta mentendo, composta da 8 episodi, è stata pubblicata sul servizio di streaming Netflix il 18 febbraio 2022.
| nº | Titolo originale                 | Titolo italiano                 | Pubblicazione originale | Pubblicazione Italia |
| -- | -------------------------------- | ------------------------------- | ----------------------- | -------------------- |
| 1  | Pilot                            | Episodio pilota                 | 7 ottobre 2021          | 18 febbraio 2022     |
| 2  | One of Us Is Grieving            | Uno di noi sta soffrendo        | 7 ottobre 2021          | 18 febbraio 2022     |
| 3  | One of Us Is Not Like the Others | Uno di noi non è come gli altri | 7 ottobre 2021          | 18 febbraio 2022     |
| 4  | One of Us Is Famous              | Uno di noi è famoso             | 14 ottobre 2021         | 18 febbraio 2022     |
| 5  | One of Us Is Cracking            | Uno di noi sta crollando        | 14 ottobre 2021         | 18 febbraio 2022     |
| 6  | One of Us Is Dancing!            | Uno di noi sta ballando!        | 14 ottobre 2021         | 18 febbraio 2022     |
| 7  | One of Us Is Not Giving Up       | Uno di noi non molla            | 21 ottobre 2021         | 18 febbraio 2022     |
| 8  | One of Us Is Dead                | Uno di noi è morto              | 21 ottobre 2021         | 18 febbraio 2022     |

## Episodio pilota
- Titolo originale: Pilot
- Diretto da: Jennifer Morrison

Simon è uno studente delle superiori noto per aver creato About That, un blog di gossip online in cui rilascia informazioni personali e rivelatrici sui suoi compagni di classe. All'inizio del nuovo anno scolastico cinque studenti, Simon, Addy, Cooper, Bronwyn e Nate vengono messi in punizione. Dopo aver bevuto una tazza d'acqua, Simon subisce un'improvvisa e fatale reazione allergica. Nate nota che Bronwyn ha rubato il laptop di Simon. La mattina seguente, i quattro studenti vengono presentati all'agente Miller, la quale ha avviato un'indagine sulla morte di Simon. Decesso causato da un'allergia alle arachidi che si è generata quando tracce di olio di arachidi sono state inserite nella tazza da cui stava bevendo. Nate incoraggia Bronwyn a restituire il laptop. Cooper parla con suo fratello Lucas ed esprime le sue difficoltà nel fare coming out. Nate, che è in libertà vigilata, continua a vendere droga. Il giorno successivo, Addy inizia a prendere farmaci per affrontare lo stress derivato della morte di Simon. Di notte, si tiene una funzione commemorativa per Simon dove la sua migliore amica Janae canta " Fuck You " di Lily Allen . Su About That, un utente anonimo confessa di aver ucciso Simon. Più tardi, Bronwyn scopre che il laptop di Simon è scomparso.

## Uno di noi sta soffrendo
- Titolo originale: One of Us Is Grieving
- Diretto da: John S. Scott

Il segreto di Addy è che sta tradendo il suo ragazzo Jake con il suo migliore amico TJ Forrester, fidanzato della sua migliore amica Vanessa. Mentre la ragazza di Cooper, Keely, sa che è gay, il suo segreto è che ha una relazione confidenziale con Kris, una matricola del college. A scuola, il detective Wheeler perquisisce gli armadietti di Addy, Cooper, Bronwyn e Nate. Dopo aver trovato una sostanza contenente olio di arachidi nell'armadietto di Addy, Wheeler conferma che i quattro studenti sono ora sospettati di un'indagine per omicidio. Kris scopre che Cooper è ancora al liceo e lo affronta per aver mentito sull'essere al college; continuano a vedersi dopo una discussione. Il giorno seguente, i quattro studenti concludono che qualcuno li ha incastrati e partecipano a un evento a casa di Simon. Lì, Jake ruba il diario di Simon e Addy dice al resto del gruppo di aver sentito per caso Wheeler menzionare la possibilità che tutti e quattro abbiano lavorato insieme per uccidere Simon. Su About That, l'utente anonimo rivela che Addy ha tradito Jake e sul finale dell'episodio si scopre che la sorella minore di Bronwyn, Maeve, ha preso il laptop di Simon.

## Uno di noi non è come gli altri
- Titolo originale: One of Us Is Not Like the Others
- Diretto da: John S. Scott

Jake rompe con Addy e inizia a litigare con TJ. In About That , l'utente anonimo rivela che Nate una volta ha venduto droga a uno studente ubriaco che è quasi morto per overdose. A casa, Bronwyn scopre che Maeve era amica di Simon. In About That , l'utente anonimo afferma erroneamente che Cooper è dopato . A scuola, TJ viene sospeso dopo che Addy mente dichiarando che è stato lui ad aver scatenato la rissa. Bronwyn affronta Maeve, la quale afferma che stava cercando di impedire che il suo segreto venisse svelato. Non riuscendo a farlo, l'utente anonimo di About That rivela che Bronwyn ha rubato le risposte per superare l'esame di chimica. La mattina seguente, Addy dice a Bronwyn di aver rubato il telefono di Janae e di aver scoperto dei messaggi di testo in cui Janae incoraggiava Simon a cancellare About That. Più tardi, Jake conferma ad Addy che la loro relazione è finita. A casa, Maeve dice a Bronwyn che Simon le ha spezzato il cuore quando è sparito come un fantasma . Dopo essersi slogato la spalla, Cooper acquista antidolorifici illeciti da Nate. In un flashback, Simon dice a Cooper i suoi piani per farlo uscire allo scoperto; Cooper risponde definendo Simon un "triste, patetico bullo". A una partita di baseball, Kris rompe con Cooper dopo averlo visto baciare Keely.

## Uno di noi è famoso
- Titolo originale: One of Us Is Famous
- Diretto da: Sophia Takal

L'indagine sull'omicidio diventa notizia nazionale in parte perché Simon è il figlio del sindaco. Il fidanzato di Bronwyn, Evan, le dice di non preoccuparsi. Cooper fa un test antidroga e si confronta con suo padre Kevin Clay quando i risultati mostrano che stava assumendo antidolorifici. Insieme, i quattro studenti iniziano a sospettare di Janae ma non trovano prove. A casa, Maeve mostra a Bronwyn che qualcuno ha cambiato il segreto di Cooper in About That prima che venisse pubblicato il post. In un flashback, viene rivelato che Janae era lo studente ubriaco a cui Nate vendeva droga. Trovandola priva di sensi, Nate riuscì a salvarla dall'overdose. Nel presente, Kevin ha un attacco di cuore, Cooper si dichiara gay al gruppo e l'utente anonimo su About That rivela che il gruppo ha tenuto riunioni private. Di conseguenza, Evan e Bronwyn si lasciano e la polizia ottiene mandati per perquisire le case dei quattro studenti ma non trova nulla. Di notte, Bronwyn e Nate distruggono il laptop di Simon e Maeve invia l'hard disk al dipartimento di polizia. In un flashback, Simon minaccia Nate di rovinargli la vita. Tornato a casa, Nate deve fare i conti con l'inaspettato ritorno di sua madre.

## Uno di noi sta crollando
- Titolo originale: One of Us Is Cracking
- Diretto da: Sophia Takal

Il detective Wheeler mostra a Bronwyn un video dall'hard disk di Simon in cui sembrano litigare. Addy e Cooper si insospettiscono di Bronwyn e Nate per non aver detto loro che avevano il laptop di Simon. Kevin dice a Cooper che è orgoglioso di lui per aver mantenuta segreta la sua sessualità. Più tardi, Kris e Cooper ricominciano a parlare. Viene chiesto a Nate di trasferirsi con sua madre a causa dei suoi precedenti. Su About That, l'utente anonimo pubblica il video dello scontro tra Bronwyn e Simon. Nel frattempo, Addy collega diverse prove e tiene Janae sotto tiro, accusandola di essere l'utente anonimo; Janae ammette di aver rivelato i segreti del gruppo e di aver cambiato quello di Cooper per evitare di rivelarlo, ma dice di non aver pubblicato i video dell'incontro di gruppo o della lotta di Bronwyn con Simon. Un flashback rivela che Bronwyn ha minacciato di uccidere Simon dopo aver scoperto che stava ricevendo immagini sessualmente esplicite da Maeve. Nel presente, Cooper rivela a Kris di essersi trasferito dal suo stato d'origine dopo essere stato arrestato per una rissa che non aveva iniziato. Di notte, Addy viene inseguita da uno sconosciuto invisibile prima di imbattersi in Nate.

## Uno di noi sta ballando!
- Titolo originale: One of Us Is Dancing!
- Diretto da: Benjamin Semanoff

Rientrate a casa dopo scuola, Janae e Addy esprimono la loro convinzione che TJ abbia ucciso Simon. Bronwyn e Nate scoprono che TJ e Simon hanno avuto un alterco il giorno della morte di quest'ultimo, ma solo Simon è stato messo in punizione. Nel frattempo, Keely rivela che è stata lei a far trapelare a Simon il tradimento di Addy; Keely e Cooper si lasciano. Dopo che TJ sorprende Addy che cerca di rubargli il telefono, Maeve indaga sull'armadietto di Addy e trova un EpiPen che il gruppo distrugge. Concludono che TJ non è l'assassino. Diversi flashback rivelano che Janae e Simon provavano entrambi dei sentimenti per Maeve. Quando Simon ha fatto la prima mossa, Janae ubriaca ha comprato della droga da Nate. Simon in seguito ha stregato Maeve e si è scusato con Janae. Nel presente, Janae confessa i suoi sentimenti a Maeve e la coppia si bacia. Il resto del gruppo sorprende Vanessa a fotografarli. TJ dice ad Addy di aver fornito a Simon informazioni rivelatrici sulla loro insegnante, la signora Avery. Il detective Wheeler entra nella scuola e arresta Nate per l'omicidio di Simon. All'esterno, un agente di polizia trova diversi EpiPen nascosti nella moto di Nate.

## Uno di noi non molla
- Titolo originale: One of Us Is Not Giving Up
- Diretto da: Ben Semanoff

Nate è incoraggiato ad accettare il patteggiamento che lo condanna per omicidio colposo così da evitare una possibile condanna all'ergastolo. Il resto del gruppo sorprende la signora Avery ad incontrare segretamente Vanessa, che rivela di aver abortito. La signora Avery ammette che ha infranto la politica scolastica per aiutare Vanessa ad abortire senza il consenso dei suoi genitori. In un flashback, Simon dice alla signora Avery che non rivelerà il suo segreto se lei metterà in punizione Addy, Cooper, Bronwyn e Nate. Nel presente, il gruppo ricorda che la signora Avery li ha lasciati da soli con Simon il primo giorno di scuola per affrontare diversi burloni che si stavano scatenando, dandole un alibi. Il gruppo scopre che gli streaker sono stati pagati in modo anonimo per eseguire lo scherzo e conclude che Simon si è suicidato. Il gruppo racconta la loro teoria al detective Wheeler, la quale riferisce che gli investigatori hanno già escluso il suicidio come causa della morte di Simon. Di notte, Bronwyn presenta una dichiarazione personale alla Yale University ammettendo di aver rubato le risposte al suo esame di chimica. Dice ai suoi genitori che è innamorata di Nate e vuole aiutarlo. Nel frattempo, Addy torna insieme a Jake e scopre che stava chattando con Simon prima di morire.

## Uno di noi è morto
- Titolo originale: One of Us Is Dead
- Diretto da: John S. Scott

Bronwyn usa i soldi che stava risparmiando per il college per aiutare Nate a pagare la cauzione. Insieme, il gruppo si confronta con Jake sui suoi messaggi di testo con Simon. Jake afferma che stava chattando con un utente casuale in cerca di informazioni sui suoi compagni di classe. Diversi flashback rivelano che Jake sapeva che Addy lo stava tradendo e che Jake ha aiutato Simon a pianificare un tentativo di suicidio in cui Jake lo avrebbe salvato. Nel presente, il gruppo partecipa a una festa di Halloween tenutasi a casa di Jake per indagare. Addy tradisce Jake e fa una copia dei suoi messaggi di testo. Jake estrae una pistola e la insegue nel bosco. Cooper arriva ma viene notato da Jake, che tiene lui e Addy sotto tiro. Jake rivela che voleva incastrare Addy sventando il tentativo di suicidio di Simon perché voleva uccidere il "genio che credeva davvero di poter interpretare me". Janae si presenta e colpisce Jake con una mazza. I quattro combattono per la pistola. Bronwyn e Nate arrivano mentre Jake viene colpito e ucciso. Due settimane dopo, la notizia riporta che Jake è scappato ma Vanessa e molti altri rimangono scettici. A scuola, Addy, Cooper, Bronwyn, Nate e Janae ricevono messaggi di testo da un utente chiamato "Simon Says" che sa che loro hanno ucciso Jake.